# 近藤真柄
近藤 真柄（こんどう まがら、女性、1903年〈明治36年〉1月30日 - 1983年〈昭和58年〉3月18日）は、日本の社会主義者、婦人運動家。フェミニストの先駆け。旧姓は堺、高瀬。別名・筆名は堺真柄・近藤真柄。旧姓戸籍名は堺マガラ。最初の結婚改姓戸籍名は高瀬マガラ。第2の結婚改姓戸籍名は近藤マガラ。

## 概要

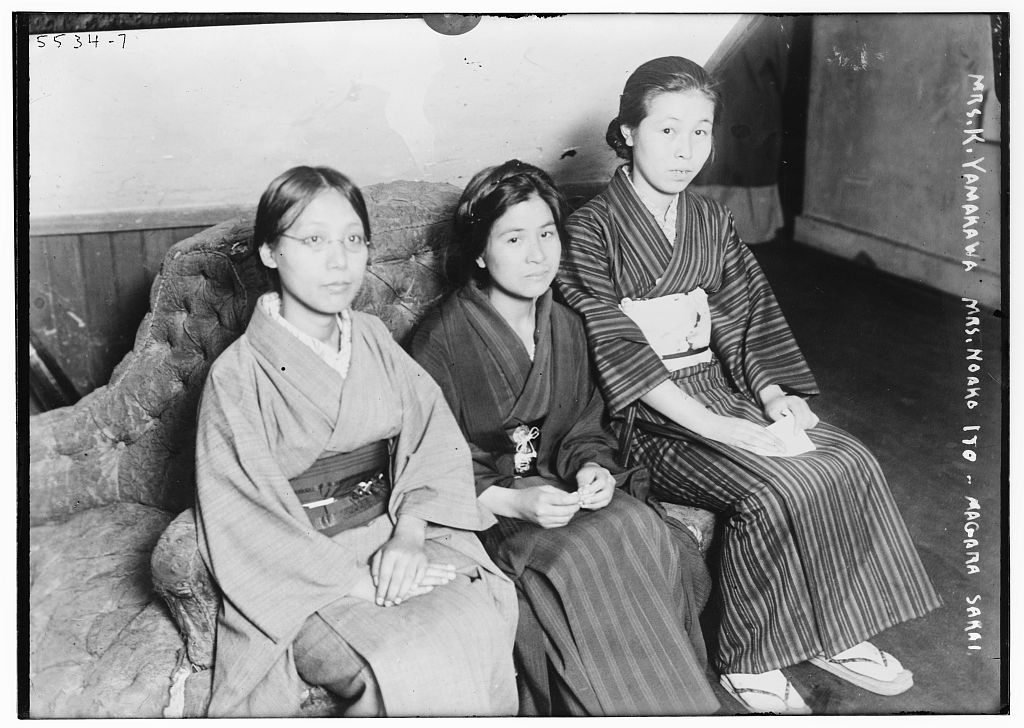
左から山川菊栄、伊藤野枝、近藤真柄

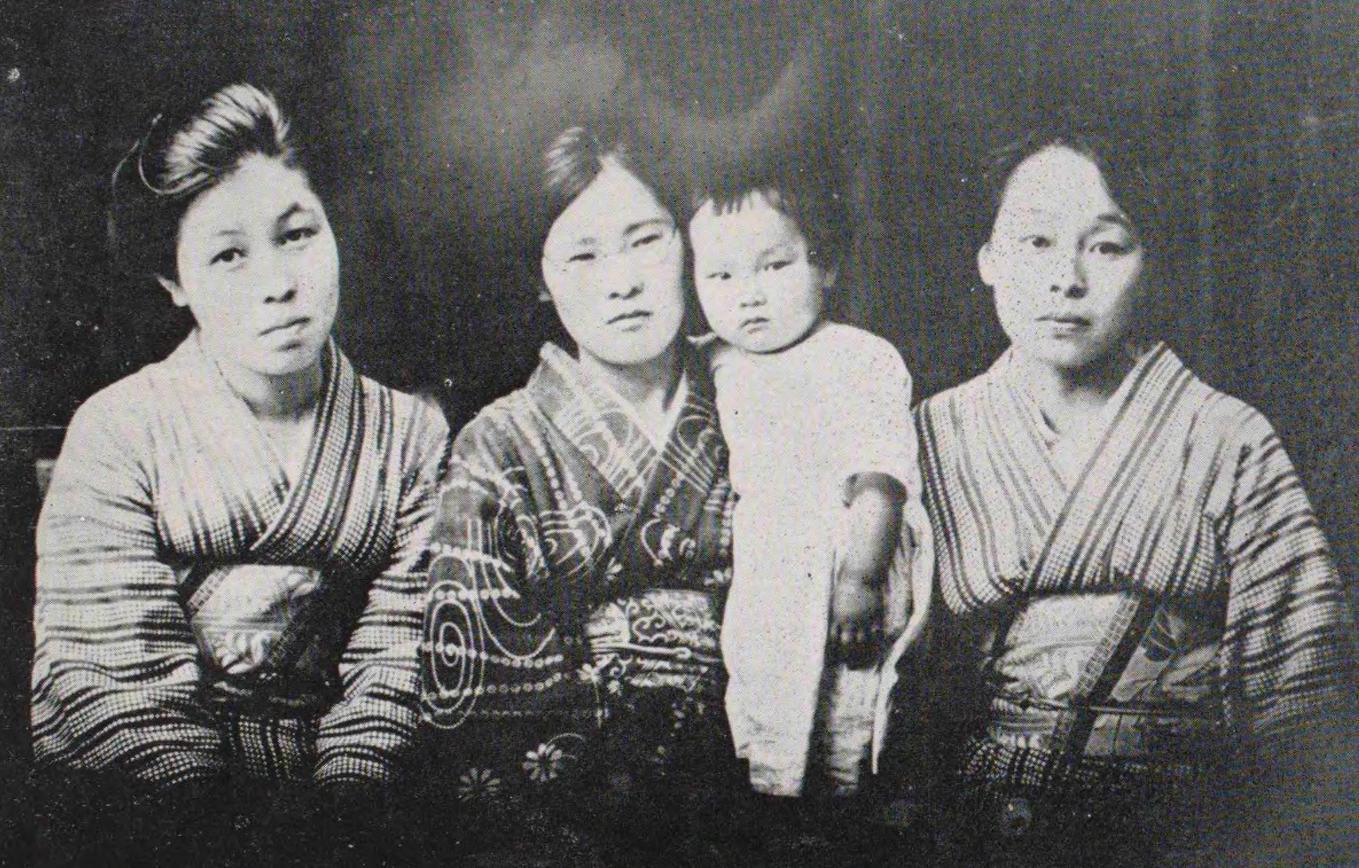
1921年4月に赤瀾会を結成。左から近藤真柄、高津多代子、子どもを一人おいて仲宗根貞代。

日本の先駆的社会主義者・堺利彦の娘。18歳にして、日本最初の社会主義女性団体赤瀾会（せきらんかい）の結成に参加。結成直後のメーデーでデモを敢行し全員検束される。最年少で日本最初の女性参加者としてメディアの注目を集めた。赤瀾会が自然消滅した翌1922年に日本共産党（第一次共産党）に入党。のち、同党と袂を分かち、奥むめおらと婦人政治運動促進会を組織し婦人戦線の統一を掲げた。戦後は一切の政党に属することなく、日本婦人有権者同盟で会長を務めたほか、幸徳事件の真相解明を求める運動を起こした。高瀬清と結婚したが離婚後アナキストの近藤憲二と再婚。拘引され、尋問されても他人のことはいっさい話したことはなく、また、研究者などが昔の話を聞きに行っても、かつての同志をおとしめる発言はいっさいなかったと言われている。

## 年譜
- 1903年1月30日、東京府下角筈（現・新宿区）に、父・堺利彦、母・美知の長女として生まれる
  - 11月 父・利彦は朝報社を辞職、幸徳秋水とともに平民社を設立して週刊『平民新聞』を発行し、非戦・社会主義の運動を開始する
- 1904年（1歳）4月 父・利彦、『平民新聞』の筆禍事件で入獄
  - 8月 母・美知が死去。静岡の父の従妹・篠田良子宅に預けられる
- 1905年（2歳）1月 『平民新聞』廃刊
  - 9月 父・利彦、延岡為子と結婚
  - 10月 平民社解散
- 1906年（3歳）2月 日本社会党結成、父・利彦、評議員となる
- 1907年（4歳）1月 日刊『平民新聞』創刊（4月に廃刊）
  - 4月 静岡の篠田宅から東京・柏木の両親宅へ戻る
- 1908年（5歳）1月 父・利彦、屋上演説事件（金庫1ヶ月半）
  - 6月 父・利彦、赤旗事件に連座。父の入獄中に真柄は高熱で一時危篤状態
  - 8月 父・利彦、赤旗事件の判決（禁錮2年）で千葉監獄に下獄。そのため真柄は平民病院長・加藤時次郎宅に預けられる。その後、母・為子が髪結い（かみゆい）を習得し自活できるようになったため、母の元に戻る
- 1909年（6歳）4月 東京・四谷第一小学校入学
- 1910年（7歳）5月 大逆事件（幸徳事件）
  - 9月 父・利彦が出獄
  - 12月 父・利彦、売文社を開業
- 1911年（8歳）1月 大逆事件判決、幸徳秋水、管野スガら処刑
  - 3月 父・利彦、大逆事件の犠牲者訪問のため西日本の遺族を歴訪
  - 9月 四谷第四小学校に転校
- 1915年（12歳）3月 築地小学校を卒業
  - 4月 市立成女高等女学校に入学。父・利彦、『自由社会の男女関係』（東雲堂）を出版
- 1917年（14歳）1月 父・利彦、衆議院議員選挙に立候補、落選
- 1920年（17歳）3月、成女高等女学校を卒業
  - 4月 神田神保町のタイピスト学校で英文タイプを習い、左翼出版社・叢文閣に勤務
  - 11月8日 神保町で開かれた社会主義ブックデーで、初めての検束を受ける
- 1921年（18歳）4月24日 山川菊栄と伊藤野枝を顧問格に据え、九津見房子、秋月静枝、橋浦はる子らとともに赤瀾会を結成
  - 5月1日 第2回メーデーで赤瀾会のデモに参加、全員検束・拘留される
  - 5月9日 社会主義同盟第2回大会（警察の妨害で開会宣言すらできず中止に追い込まれる）に出席し、弾圧の凄まじさを目撃する
  - 5月14日 建設者同盟の文化講演会に参加、赤瀾会からは九津見、仲宗根の2人が講演
  - 5月15日 大阪借家人同盟の招きで、九津見房子と大阪に向かうが、大阪駅で待ちかまえていた巡査に検束され曽根崎署に拘留、大阪立ち退きを条件に釈放
  - 6月11日 赤瀾会主催の婦人問題講演会で「旗持ちの役」と題して講演
  - 10月12日 暁民共産党事件（軍隊赤化事件）
  - 11月？日 暁民共産党事件の容疑で逮捕される
- 1922年（19歳）1月9日 正月を獄中で迎えて保釈出獄
  - 3月8日 国際婦人デー（現・国際女性デー）を記念して山川菊栄とともに八日会を結成
  - 7月 日本共産党が結成され、入党する。
- 1923年（20歳）5月 婦人無産会結成準備の中、仲宗根貞代とともに検束
  - 7月 出版法違反などで4ヶ月の判決、下獄
  - 9月1日 獄中で関東大震災
  - （月日不明） この年、高瀬清と結婚
- 1925年（22歳）3月 政治研究会婦人部の発会式。婦人部員となる
- 1926年（23歳）1月 パンフレット、ロザ・ルクセンブルク著、堺真柄編『ロザの手紙 ロザ・ルクセンブルクの獄中消息』を無産社から出版
- 1928年（25歳）5月 山川菊栄らと無産婦人研究会を結成
- 1929年（26歳）1月 無産婦人同盟を結成
- 1933年（30歳）1月23日 父・利彦死去
  - 1月29日 社会大衆婦人同盟主催の無産婦人大会で司会者を務める
- 1935年（32歳）2月3日 社会大衆婦人同盟の書記長に選出される
  - 夏 社会大衆婦人同盟書記長を辞任
  - この年高瀬と離婚後、近藤憲二と結婚
- 1971年‐1974年 日本婦人有権者同盟会長

## 著作

### 自著
- 1925年12月 山川菊栄、堺真柄、中曽根貞代、井手とし著『無産婦人へ』（『潮流パンフレット』）、潮流社出版部
- 1926年1月 ロザ・ルクセンブルク著、堺真柄編『ロザの手紙 ロザ・ルクセンブルクの獄中消息』（『無産社パンフレット』8）無産社
- 1957年3月 近藤真柄著『あの頃』
  - 『婦人のこえ』1957年3月号
- 1965年12月 近藤真柄著『大正期の無産婦人運動と私　赤瀾会を中心に』 
  - 永畑道子、尾形明子編著『フェミニズム繚乱　思想の海へ［解放と変革］23』（社会評論社）に収録。
  - 初出は『婦人展望』（財団法人市川房枝記念会）第39巻11・12月合併号（1965年12月）
- 1966年7月 近藤真柄著『思い出すままに』
  - 『自由思想』1966年7月号
- 1981年11月 近藤真柄『わたしの回想－父堺利彦と同時代と人びと』上、ドメス出版
- 1981年11月 近藤真柄『わたしの回想－赤瀾会とわたし』下、ドメス出版
  - 鈴木裕子による解説「近藤真柄小論――日本婦人運動史上における」と近藤真柄年譜・著作目録あり